# Tawing (Munjungan)
Tawing is een bestuurslaag in het regentschap Trenggalek van de provincie Oost-Java, Indonesië. Tawing telt 5973 inwoners (volkstelling 2010).